# 未来戦争
『未来戦争』（みらいせんそう、原題：Guided Mouse-Ille,1967年3月10日）は、「トムとジェリー」の短編作品の一つ。制作はチャック・ジョーンズ。
前作『トムとジェリーウォーズ』に引き続き未来の宇宙都市を舞台とした作品。アインシュタインの示唆した「第3次世界大戦と第4次世界大戦」に纏わる発言を風刺している。

## 作品内容
西暦2565年。とある惑星の未来都市に住まうトムとジェリーは、高度に発達したロボット技術の恩恵を受けて暮らしていた。彼らお得意の追いかけっこも、それぞれネコ型ロボット、ネズミ型ロボットをけしかける形で繰り返されていた。
この日もネズミ型ロボットを使ってチーズを盗み出そうとするジェリーとそれをネコ型ロボットで食い止めるトムの「遠隔ドタバタ劇」が繰り広げられていた。しかしネコ型ロボットは、一枚上手のネズミ型ロボットにトムを巻き込みコテンパンにされてしまう。
ロボットばかりに任せてはおけないと自ら体を不可視化させるマシンや強力な電磁石付きのマシンを利用し、ジェリーの乗るマシンを捕らえようとするトムだったが、幾度となく返り討ちに。更には改良中のネコ型ロボットに反乱を起こされ光線銃で撃たれて真っ黒焦げになる始末。トムのあわれな姿に、ジェリーも思わず同情してしまった。
それでも諦めないトムは研究に研究を重ね、ジェリーを成敗するための強力な爆弾を調合しようとする。一方、ジェリーはチーズから抽出したエキスを仕込んだ爆弾を作り、トムが作っている爆薬のタンクへ投下。間もなく轟音と共に眩い閃光が走り、大爆発が起きてしまう。
煙が消え舞台は原始時代へと移る。爆発のショックで古代へタイムスリップしたのか、あるいは爆弾で未来文明が徹底して破壊されたなれの果てなのかはわからない。ともかく原始時代のコスチュームで、一本の骨を仲良くしゃぶり合うトムとジェリー。しかしやがて、トムはジェリーにも猛烈な食欲を抱き始めてしまう。
こうしてまた、ドタバタが始まるのであった。「THE END???」の文字が表示されてこの話は終わる。

## 登場キャラクター
トム
ネコ型ロボを出動させてネズミ型ロボを捕まえさせようとするも失敗。マシンや武器の力を借りて自らジェリーを捕獲しようとするも同様に一枚上手のジェリーにあべこべにやられてしまう。最後は爆薬を調合するもジェリーが作った爆薬が混入し大爆発。原始時代と化した世界でジェリーと仲良く骨を分け合うが、ジェリーを食べようと再び追いかけ始めた。
ジェリー
ネズミ型ロボにチーズを盗み出させ、その後自らも戦車に乗り込み台所のチーズを盗もうとする。同時にそれを阻止しようとするトムを返り討ちにしてしまう。その後抽出したチーズエキス入り薬剤を調合して「ネズミサイズの爆薬」を作りトムが調合した薬剤に投下。原始時代と化した世界でトムと骨をしゃぶり合うが、ジェリーに対する食欲の湧いたトムに追いかけられてしまう。
ネコ型ロボット
詰所（ロボの巣）は日本の警察交番に似た姿をしている。ジェリーが操るネズミ型ロボ捕獲をトムに命ぜられてミッションを遂行しようとするが、上手く追いかけられずトムがいる監視室に突っ込み半壊、トムにスパナで頭を殴られた。その後、トムによって2足歩行仕様へ改良されるが、尚もジェリーのマシンに敗れ、腹癒せとばかりにトムに反逆した。
ネズミ型ロボット
本作で初登場。巣は床下にあり、ジェリーの監視卓ボタン操作でせり上がる。監視モニターに映ったチーズを持ってくるようジェリーに命ぜられて出動し、耳と脚を主翼・尻尾を垂直尾翼にして空中も飛べる。俊足を活かして自身を捕まえようとするネコ型ロボの追跡を巧みにかわし、ジェリーの元へチーズを運んだ。
トムを運ぶ救急隊員
ジェリーに光線銃で撃たれ廊下の床へ倒れこんだ透明ネコのトムを、二人一組で担架に乗せて医務室へ運んだ。

## その他
この作品は第39回アカデミー賞最終候補まで残ったものの、受賞・ノミネートを逃している。

## 日本でのテレビ放映
1980年頃、日本テレビ系「木曜スペシャル・おかしなおかしな トムとジェリー 大行進」の枠内で放映され、その後も再放送された。DVDにも収録。